# Tiamulină
Tiamulina este un antibiotic din clasa pleuromutilinelor de uz veterinar, fiind utilizat în tratamentul unor infecții la porcine și păsări domestice.